# Сингх, Чатта
Чатта Сингх (англ. Chatta Singh, 1886 — 28 марта 1961) — индийский военнослужащий, хавильдар, кавалер креста Виктории, высшей воинской награды за героизм проявленный в боевой обстановке, которая может быть вручена военнослужащим стран Содружества и прежних территорий Британской империи.

## Биография
Примерно к 29 годам Чатта Сингх был сипаем 9-го бхопальского пехотного полка Британской Индийской армии. За свои действия 13 января 1916 года, в ходе битва при Вади, на Тигрском фронте (территория современного Ирака), Месопотамия, был представлен к награде.
В официальном объявлении о награде говорилось:
За проявление выдающейся храбрости и преданности долгу.

Подвиг Сингха.

Сипай Чатта Сингх покинул укрытие, чтобы оказать первую медицинскую помощь раненому командиру части, беспомощно лежащему на открытом пространстве. Перевязав офицера, Сингх организовал небольшое укрытие своим шанцевым инструментом. Всё это время он находился под сильнейшим ружейным огнём.

В течение следующих пяти часов, вплоть до наступления темноты, он оставался рядом с раненым, прикрывая его собственным телом. После чего, в сумерках, отполз назад за дополнительной помощью и доставил офицера в безопасное место.
Позднее Сингх дослужился до звания хавильдар.